# الدائو، سانتا فه
الدائو، سانتا فه (به اسپانیایی: Aldao, Santa Fe) یک منطقهٔ مسکونی در آرژانتین است که در ایالت سانتا فه واقع شده‌است.

## خصوصیات
الدائو ۶۰۱ نفر جمعیت دارد.